# Chiasmocleis cordeiroi
Chiasmocleis cordeiroi är en groddjursart som beskrevs av Ulisses Caramaschi och Bruno Vergueiro Silva Pimenta 2003. Chiasmocleis cordeiroi ingår i släktet Chiasmocleis och familjen Microhylidae. IUCN kategoriserar arten globalt som otillräckligt studerad. Inga underarter finns listade i Catalogue of Life.